# Tervenen
Tervenen is een gehucht van de tot de Oost-Vlaamse gemeente Evergem behorende deelgemeente Ertvelde, gelegen langs de gelijknamige straat.
De straat Tervenen maakte voorheen deel uit van de Antwerpse Heirweg. Nabij het gehucht liggen enkele bunkers die deel uitmaakten van de Hollandstelling uit de Eerste Wereldoorlog. Verder zijn er een aantal eenvoudige woningen van begin 19e eeuw die als bouwkundig erfgoed werden geklassificeerd.
Het gehucht kent een zeker verenigingsleven, zoals het organiseren van de festiviteiten rond de jaarlijkse kermis en een afdeling van de KLJ. Het bronzen beeldje: de Veense Torenschijter verwijst naar de spotnaam die de inwoners bezaten. Het beeldje werd ontworpen door Etienne Vindevogel.
Het landelijke gehucht kent vooral agrarische activiteiten, waaronder de aardbeienteelt.